# Генрик Данковський
Генрик Данковський (пол. Henryk Dankowski; 5 січня 1929, Блізанув) — польський генерал військової контррозвідки та держбезпеки, сподвижник Чеслава Кіщака. Передостанній начальник Служби безпеки ПНР у 1986—1989 роках.

## У контррозвідці
Народився у сільській сім'ї з гміни Блізанув Каліського повіту. З 1950 року служив в армії ПНР. У 1958 році був направлений у Мінськ-Мазовецький до Навчального центру військової внутрішньої служби. Після закінчення курсів служив в органах військової контррозвідки.
У 1959—1961 роках Данковський — помічник начальника відділу військової внутрішньої служби у Щецині. З 1962 до 1968 рік — в Управлінні військової внутрішньої служби Поморського військового округу у Бидгощі. З 1968 року переведений до Варшави — до центрального апарату внутрішньої служби Народної армії. Був старшим помічником начальника 2-го відділу II управління (нагляд за військовими патрулями та забезпеченням правопорядку). У 1973—1977 роках виконував обов'язки начальника відділу. З 1979 року — начальник військової внутрішньої служби Поморського військового округу.
Перебував в урядущій компартії ПОРП. У 1976 році пройшов навчання на курсах Вищої школи КДБ у Москві.

## У держбезпеці

### Перехід у СБ
У травні 1982 року, період воєнного стану, Генрика Данковського перевели з військової контррозвідки до Служби безпеки МВС. На той час міністром внутрішніх справ ПНР був генерал Чеслав Кіщак — один із найвищих керівників ПОРП і ПНР, член Військової ради національного порятунку. Раніше Кіщак очолював військову контррозвідку та був одним із начальників Данковського.
У 1982—1986 роках Данковський був начальником ключового III департаменту СБ МВС — «боротьба з антидержавною діяльністю» (змінив на цій посаді Генрика Вальчинського). Був одним із головних організаторів репресій проти підпільної Солідарності й інших опозиційних рухів. У липні 1985 році призначений заступником начальника СБ.

### Начальник СБ
20 грудня 1986 року генерал дивізії Генрик Данковський змінив Владислава Цястоня на посаді начальника СБ МВС ПНР. Водночас він обійняв посаду заступника міністра внутрішніх справ Кіщака. Залишався на чолі держбезпеки ПНР до кінця 1989 року. Начальником III департаменту після Данковського став Кшиштоф Майхровський.
Цей період був відзначений політичними маневрами керівництва ПОРП, які позначалися і на каральній політиці. Влада намагалася поєднати придушення підпільних структур «Солідарності» з декларативними поступками — причому все це відбувалося на тлі економічної кризи.

Генерал Данковський виступав провідником цього курсу. Він характеризувався як діяч, гнучкіший і креативніший, ніж його попередник. В оперативній практиці успіхом СБ під керівництвом Данковського став арешт лідера «Солідарність, що бореться» Корнеля Моравецького (чого при Цястоні не вдавалося протягом шести років). З іншого боку, Данковський санкціонував від'їзд за кордон замість чергового арешту — видного активіста «Солідарності» Богуслава Сливи.
Репресивні «гайки» загвинчувалися та послаблювалися залежно від ситуації.
У 1988 році Нова страйкова хвиля змусила керівників ПОРП, насамперед Чеслава Кіщака, піти на конфіденційні переговори з «Солідарністю» та провести Круглий стіл. Відповідно до рішень Круглого столу, на 4 червня 1989 року було призначено «напіввільні» вибори. Генрик Данковський інвентаризував списки кандидатів-інформаторів щодо використання майбутніх депутатів на користь СБ та ПОРП.
Попри «напіввільний» характер, фактичну перемогу на виборах здобула «Солідарність». Ситуація в країни незворотно змінилася. В останні місяці перебування на чолі Скоро буду! Данковський займався знищенням архівів держбезпеки. Особливу увагу він приділяв збереженню контролю та використанню агентури, обраної у депутати сейму.

### Заступник міністра
1 листопада 1989 року Генрік Данковський залишив керівництво держбезпекою (його наступником став Єжи Карпач — останній начальник СБ МВС ПНР). Проте днем раніше Данковський отримав призначення першим заступником міністра внутрішніх справ Чеслава Кіщака (змінив генерала Владислава Пожогу). Обіймав цю посаду до 6 липня 1990 року. Міністром внутрішніх у некомуністичному уряді Тадеуша Мазовецького призначили представника «Солідарності» Кшиштофа Козловського. Заступники міністра Збігнєв Пудиш та Генрик Данковський пішли у відставку разом із Кіщаком.

## На пенсії
Після зміни суспільно-політичного ладу Польщі Генрик Данковський жив приватним життям. На відміну від інших функціонерів СБ, до судової відповідальності він не притягувався. Виступав свідком захисту на процесі Владислава Цястоня та Юзефа Сасіна — коментатори розцінювали його виступ як «знущальний» щодо опозиціонерів, які зазнавали переслідувань у ПНР.
«Спокійна пенсія» Данковського розглядається як результат негласних домовленостей, укладених у Магдаленці.